# 勞瑞斯牛肋排餐廳
勞瑞斯牛肋排餐廳（英語：Lawry's The Prime Rib）是一家高級燒牛肉餐廳，由Lawrence L. Frank及Walter Van de Kamp所創立，首家餐廳設於1938年美國加州比華利山 (Beverly Hills) 的拉辛尼倫吉大道上 (La Cienega Boulevard)。其單一主菜的燒牛肉成為餐廳多年來的最大特色，現在雖然增加了數款其他主菜，但燒牛肉餐廳的名字仍然保留。在1953年的餐牌中，Lawry's更聲稱「第一家標榜以沙律為整體用餐一部份」的餐廳。Lawry's的燒牛肉是用銀色不鏽鋼餐車推至餐桌旁，現場切割的。

## 歷史
1938年，Lawry's開始在各零售店發售Lawry's調味鹽（Lawry's Seasoned Salt），自此發展Lawry's旗下各種不同的調味料及食品，現時成為聯合利華產品之一。
1947年，原位La Cienega 於Lawry's總店南遷同一街道對面相隔數幢大廈的新址，新址的建築是由Wayne McAllister所設計。再於1993年遷回原址重建的新大廈。
1956年，在美式足球Rose Bowl Game比賽前，Lawry's開始了宴請兩隊比賽隊伍Oregon State Beavers及the Iowa Hawkeyes的傳統。在1960年代初，該活動成為了「Lawry's Beef Bowl」。

## 燒牛肉切法
- 香港薄切 The Hong Kong Cut (4 Oz) 只限香港午市供應
- 加州薄切 The California Cut (6 Oz)
- 英式三片薄切 The English Cut (7.5 Oz)
- 特級燒牛肉切 The Lawry's Cut (10 Oz)
- 金百帝厚切 The Diamond Jim Brady Cut (16 Oz)

## 分店
Lawry's The Prime Rib 由 Lawry's Restaurants Inc.持有。Lawry's 全球餐廳包括
- Lawry's The Prime Rib
  - 美國 比華利山（1938）
  - 美國 芝加哥（1974）
  - 美國 達拉斯（1982）
  - 美國 拉斯維加斯（1997）
  - 新加坡 烏節路 (1999)
  - 日本 東京（2001）
  - 台灣 台北 (2002)
  - 香港 中環（2013）美心集團經營
- Five Crowns
  - 美國 Corona del Mar（1965）
- Tam O'Shanter Inn
  - 美國 洛杉磯（1922）
- Lawry's Carvery
  - 美國 Costa Mesa
  - 美國 Century City

## 流行文化
歌手 Kanye West在其歌曲《The Good Life》中，曾提及Lawry's餐廳的名字。

## 外部連結
- Lawry's （页面存档备份，存于）
- Lawry's 食品 （页面存档备份，存于）
- Lawry's The Prime Rib - 台灣 （页面存档备份，存于）
- Lawry's The Prime Rib - 新加坡 （页面存档备份，存于）
- m.a.x. concepts （页面存档备份，存于）